# Agrodiaetus brandti
Agrodiaetus brandti är en fjärilsart som beskrevs av Forster 1956. Agrodiaetus brandti ingår i släktet Agrodiaetus och familjen juvelvingar. Inga underarter finns listade i Catalogue of Life.